# Красногрудый луговой трупиал
Красногрудый луговой трупиал (лат. Leistes militaris) — вид птиц из семейства трупиаловых. Подвидов не выделяют.

## Внешний вид
Небольшая птица, длиной 19 см и массой 40—48 г. Самцы у данного вида крупнее самок.

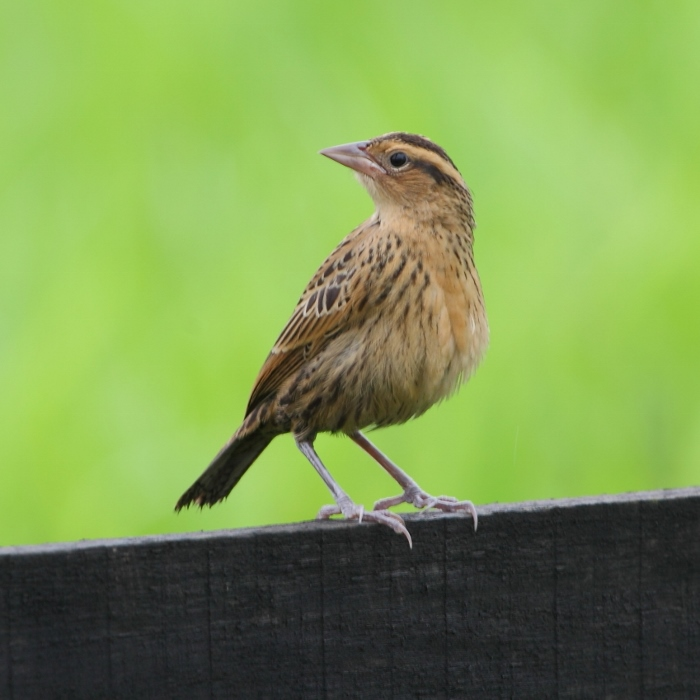
Самка

### Самец
Оперение самца почти полностью чёрное, за исключением ярко-красного оперения на горле и животе. Молодые особи бледнее и лишены красного оперения на нижней части тела.

### Самка
У самки темно-коричневые перья с желтовато-коричневой каймой на верхней части тела, нижняя часть тела желтовато-коричневая с красноватым оттенком, на макушке и возле глаз проходят бледные полосы.

## Распространение и среда обитания
Красногрудые луговые трупиалы обитают от юго-запада Коста-Рики до северо-востока Перу и центральной Бразилии, на острове Тринидад. В 2008 году он был впервые замечен в Никарагуа. Обитает на открытой местности, предпочитает влажные луга и пастбища.

## Питание
Питается в основном насекомыми и некоторыми семенами, в том числе рисом, добывает корм на земле, как и боболинк.

## Популяция
Популяция данного вида увеличивается.

## Продолжительность поколения
Продолжительность поколения составляет 3,1 года.